# Sequence Palladium
『Sequence Palladium』（シークエンス・パラディウム）は、1998年に工画堂スタジオより発売されたWindows用戦術シミュレーションゲームである。開発はうさぎさんちーむによる。2006年4月にXP対応版で、サントラCDやイラスト集などの特典が多数同梱されている「シークエンス・パラディウム愛蔵版」が発売された。「シーパラ」「SP」と略して称される事もある。関連商品として、デスクトップアクセサリーとサウンドウェアを収録したシークエンス･パラディウム マニアキットがある。

## ゲームシステム
ゲームは戦闘パートと育成パートに分かれ、シナリオの初めにイベント（パラスィートとの会話等）が挿入される。戦闘パートにおいてプレイヤーは各ユニットを指揮し、ウィザードと呼ばれる巨像騎士と魔法を駆使して各種ミッションをクリアーさせる。育成パートにおいては、騎士とパラスィートの育成を行い、難易度の高いミッションに備える。育成には「先生」をつけることもできる。ウィザードは人類の騎士と亜精霊のパラスィートがお互いに契約し、ペアを組むことによって初めて動かせるようになる。ウィザードには物理攻撃用の武器を装備し、呪文や聖句をインストールする必要がある。パラスィートとウィザードにはそれぞれ属性があり、組み合わせによっては搭乗できない場合もある。
ゲームの進行は基本的にイベント→シナリオ選択→部隊編成・兵装選択→育成の采配→情報収集の采配→戦術→戦術評価→育成報告→情報収集報告となる。ゲームは大きく前後半に別れ、前半部はディクトリア大陸とリオジェンデ大陸の境界に位置するファンラントの首都フェリエからディクトリア大陸最南東の大都市カノン目前まで進軍していき、途中の街で仲間と出会ったりアイテムを入手しながら戦力を補強していく。神槌勢力圏内に突入する後半部初めに主人公は大きな決断を迫られ、さらにシナリオが分岐していく。
戦術では、看破、隠蔽、各種移動、戦闘などを適切に指示し、「目標構造物の破壊」「味方の救出」「一定時間戦線を保持する」といった目標を果たさなければならない。

## ストーリー
剣と魔法と竜と獣の世界「バニシオン」。この世界には「神聖鉄槌戦争（神槌）｣という普遍の鉄則である神罰が存在する。神槌を行使しているのが誰なのかは人の知るところではなかったが、長大な歴史の中、世界に君臨した神竜族、巨人族などが神槌の前に膝を屈してきたのも事実である。そして新たな世界の覇者である人類もまた、許されざる罪を犯し神の裁断を受けるときがきた。一度は滅亡しかけた人類であったが、その飽くなき欲望はとどまる事を知らず、二千年に満たない月日で再び神槌に対峙し、人類の存続をかけた最後の戦いを否応なくされた。しかし神槌勢力の前に次々と国が滅ぼされ、人類の版図はディクトリア大陸ひとつになってしまった。主人公は、第二次神槌戦争初期に滅亡したリオジェンデ大陸からの移民がディクトリア大陸の辺境に創り出したファンラントという街に住んでいた。自然との共棲を理想に掲げ、平和を求め覇を求めない主人公たちの理想郷がファンラント。しかし神槌の猛攻でディクトリア大陸が滅びればファンラントも滅びてしまう。ディクトリア大陸を統治するディクトリア帝国から支援要請された主人公たちファンラント騎士団は、理想郷のために、そして守るべき多くのもののために立ち上がるのだった。

## 登場人物
騎士
- レヴィン･フォレストガード

パラスィート（愛称/属性）※パラスィートのみ声あり
- ジルメア･チェルトリーゼ（ジル/風）: 菊池志穂
- ラシュペル･フォン･グラメール（ラシュペル/火）：野上ゆかな
- ドナメール･クラスカエン（ドナ/地）: 冬馬由美
- ユリエル･エイブラム（ユリエル/火）: 大谷育江
- ケスト･ジュラルソー（ケスト/水） : 石橋千恵
- シャノン･ファンセス（シャノン/地） : 桑島法子
- エレミア･クロスターノイブルク（エレミー/水）: 岩男潤子
- ティファティス･エペリッド（ティファ/地）: 吉田愛理
- クリスティン･ファークロス（クリスティン/風）: 石毛佐和
- レイハ･プレサリス（レイハ/風）: 森上えり
- アトワイス･マーベランシャ（アトワイス/水）: 高宮翔子
- キッス･フレイピット（キッス/火）: 今井由香
- リナリー･ピュアハート（リナリー/風）: 岡本麻弥
- メル･シャローム･メルティ（メル/水）: 黒田玲子
- チェルニー･ウィンプリム（チェルニー/風）: 谷井あすか
- ラ･ミ（ラミ/火）: 永野愛